# 岩塚本通
岩塚本通（いわつかほんとおり）は、愛知県名古屋市中村区の地名。現行行政地名は岩塚本通1丁目から岩塚本通6丁目。住居表示未実施。

## 地理
名古屋市中村区西部に位置する。東は畑江通、西から南は岩塚町に接する。

## 歴史

### 沿革
- 1959年（昭和34年）5月1日 - 以下の通り、中村区岩塚町の一部により、同区岩塚本通として成立[1]。
  - 岩塚本通1丁目が、岩塚町字向田・字足洗・字七畝割・字西柳瀬の各一部により成立[1]。
  - 岩塚本通2丁目が、岩塚町字西柳瀬・字折戸の各一部により成立[1]。
  - 岩塚本通3丁目が、岩塚町字折戸・字二町田・字中葉抜・字道願田の各一部により成立[1]。
  - 岩塚本通4丁目が、岩塚町字中葉抜・字道願田・字株榎・字辻前・字八反田の各一部により成立[1]。
  - 岩塚本通5丁目が、岩塚町字株榎・字辻前・字浅蔵浦・字ソブタの各一部により成立[1]。
  - 岩塚本通6丁目が、岩塚町字宮東・字上小路・字新屋敷・字林高寺東の各一部により成立[1]。
- 1960年（昭和35年）6月15日 - 岩塚本通6丁目に岩塚町字宮東の一部が編入される[8]。

## 世帯数と人口
2019年（平成31年）2月1日現在の世帯数と人口は以下の通りである。
| 町丁     | 世帯数  | 人口    |
| -------- | ------- | ------- |
| 岩塚本通 | 575世帯 | 1,018人 |

### 人口の変遷
国勢調査による人口の推移
| 1960年（昭和35年） | 73人  | [ 9 ]  |  |
| 1965年（昭和40年） | 316人 | [ 9 ]  |  |
| 1970年（昭和45年） | 317人 | [ 10 ] |  |
| 1975年（昭和50年） | 205人 | [ 10 ] |  |
| 1980年（昭和55年） | 225人 | [ 11 ] |  |
| 1985年（昭和60年） | 356人 | [ 11 ] |  |
| 1990年（平成2年）  | 701人 | [ 12 ] |  |
| 1995年（平成7年）  | 804人 | [ 13 ] |  |
| 2000年（平成12年） | 918人 | [ 14 ] |  |
| 2005年（平成17年） | 877人 | [ 15 ] |  |
| 2010年（平成22年） | 982人 | [ 16 ] |  |
| 2015年（平成27年） | 968人 | [ 17 ] |  |

## 学区
市立小・中学校に通う場合、学校等は以下の通りとなる。また、公立高等学校に通う場合の学区は以下の通りとなる。
| 番・番地等 | 小学校               | 中学校               | 高等学校 |
| ---------- | -------------------- | -------------------- | -------- |
| 全域       | 名古屋市立岩塚小学校 | 名古屋市立御田中学校 | 尾張学区 |

## 交通
- 愛知県道115号津島七宝名古屋線（岩塚本通）[7]
- 名古屋高速5号万場線[7]

## 施設
- システムリサーチ本社

## その他

### 日本郵便
- 郵便番号 : 453-0861[4]（集配局：中村郵便局[20]）。

### 統計資料
- 名古屋市総務局統計課 編『昭和51年版 名古屋市統計年鑑』名古屋市、1977年。
- 名古屋市総務局統計課 編『昭和60年国勢調査 名古屋の町・丁目別人口（昭和60年10月1日現在）』名古屋市役所、1986年。
- 名古屋市総務局企画部統計課 編『平成2年国勢調査 名古屋の町（大字）別・年齢別人口（平成2年10月1日現在）』名古屋市役所、1994年。
- 名古屋市総務局企画部統計課 編『平成7年国勢調査 名古屋の町（大字）・丁目別人口（平成7年10月1日現在）』名古屋市役所、1996年。